# Galactica 1980
Galactica 1980 je americký sci-fi televizní seriál vysílaný v roce 1980 na stanici ABC. V jedné řadě vzniklo celkem 10 dílů. Jedná se o druhý seriál fikčního světa a multimediální řady Battlestar Galactica, přičemž navazuje na původní seriál Battlestar Galactica z let 1978–1979.

## Popis
Po zrušení seriálu Battlestar Galactica v dubnu 1979 proběhla dopisová kampaň fanoušků, která byla úspěšná. Stanice ABC oslovila autora seriálu Glena A. Larsona a ten vytvořil návazné dílo, které bylo také méně finančně náročné. Děj, kdy Koloniální flotila objeví Zemi, která je navíc Zemí současnosti, se odehrává pět let po závěrečné epizodě prvního seriálu. V Galactice 1980 se znovu objevili pouze postavy Adamy, Boomera a Boxeyho (s novým jménem Troy), přičemž pouze Adamu ztvárnil stejný herecký představitel. První epizoda byla odvysílána na ABC 27. ledna 1980. Vzhledem k velmi nízké sledovanosti a špatným hodnocením byla výroba seriálu zastavena během produkce jedenáctého dílu. Poslední natočená epizoda, desátá, byla do vysílání nasazena 4. května 1980.

## Seznam dílů
| Č. v seriálu | Původní název                                                                                          | Český název                                                                                      | Režie                             | Scénář                                     | Premiéra v USA                            | Premiéra v ČR                             |
| ------------ | --- | ------------------------------------------------------------------------------------------------ | --------------------------------- | ------------------------------------------ | ----------------------------------------- | ----------------------------------------- |
| 1–3          | Galactica Discovers Earth (Part 1)Galactica Discovers Earth (Part 2)Galactica Discovers Earth (Part 3) | Galactica nachází Zemi (část 1.)Galactica nachází Zemi (část 2.)Galactica nachází Zemi (část 3.) | Sidney Hayers                     | Glen A. Larson                             | 27. ledna 19803. února 198010. února 1980 | 7. dubna 201014. dubna 201021. dubna 2010 |
| 4–5          | The Super Scouts (Part 1)The Super Scouts (Part 2)                                                     | Superscouti (část 1.)Superscouti (část 2.)                                                       | Vince EdwardsSigmund Neufeld, Jr. | Glen A. Larson                             | 16. března 198023. března 1980            | 28. dubna 20105. května 2010              |
| 6            | Spaceball                                                                                              | Vesmírný míč                                                                                     | Barry Crane                       | Frank Lupo, Jeff Freilich a Glen A. Larson | 30. března 1980                           | 12. května 2010                           |
| 7–8          | The Night the Cylon Landed (Part 1)The Night the Cylon Landed (Part 2)                                 | Noc, kdy přistáli Cyloni (část 1.)Noc, kdy přistáli Cyloni (část 2.)                             | Sigmund Neufeld, Jr.Barry Crane   | Glen A. Larson                             | 13. dubna 198020. dubna 1980              | 19. května 201026. května 2010            |
| 9            | Space Croppers                                                                                         | Farmáři z vesmíru                                                                                | Daniel Haller                     | Robert L. McCullough                       | 27. dubna 1980                            | 2. června 2010                            |
| 10           | The Return of Starbuck                                                                                 | Starbuck se vrací                                                                                | Ron Satlof                        | Glen A. Larson                             | 4. května 1980                            | 9. června 2010                            |